# Aesculus marylandica
Aesculus marylandica är en kinesträdsväxtart som beskrevs av William Beattie Booth och Leopold Dippel. Aesculus marylandica ingår i släktet hästkastanjer, och familjen kinesträdsväxter. Inga underarter finns listade i Catalogue of Life.